# Кольонія-Седліщкі
Кольонія-Седліщкі (пол. Kolonia Siedliszczki) — село в Польщі, у гміні П'яскі Свідницького повіту Люблінського воєводства.
Населення — 189 осіб (2011).

## Демографія
Демографічна структура станом на 31 березня 2011 року:
|          | Загалом | Допрацездатний вік | Працездатний вік | Постпрацездатний вік |
| -------- | ------- | ------------------ | ---------------- | -------------------- |
| Чоловіки | 84      | 12                 | 62               | 10                   |
| Жінки    | 105     | 18                 | 56               | 31                   |
| Разом    | 189     | 30                 | 118              | 41                   |